# Evi Kehrstephan

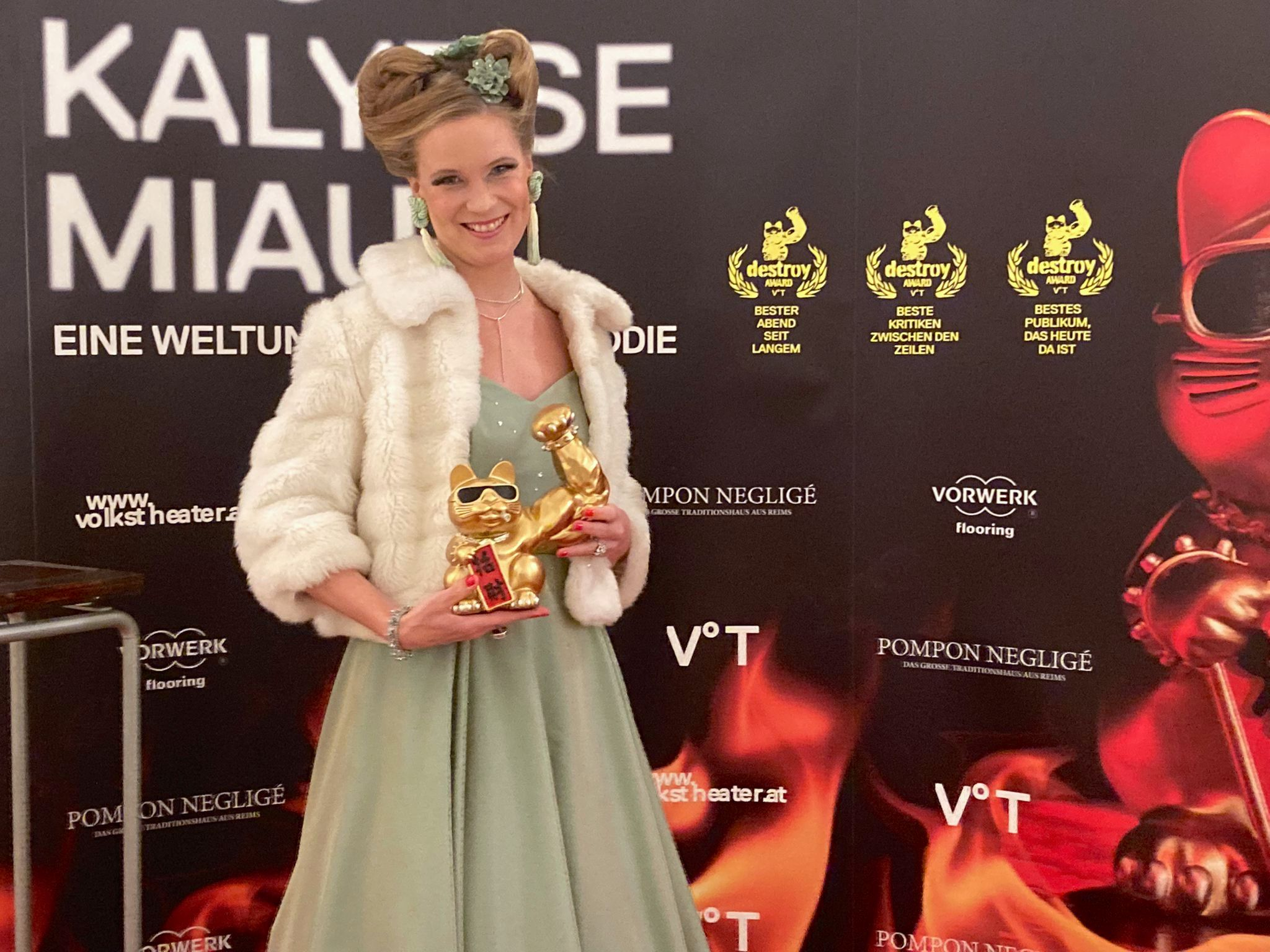
Evi Kehrstephan (2022)

Evi Kehrstephan (* 1982 in Nürnberg) ist eine deutsche Schauspielerin.

## Leben
Evi Kehrstephan erhielt ihre Ausbildung 2002 bis 2006 am Max Reinhardt Seminar in Wien. 2009 wurde sie für die Titelrolle im Theaterstück Minna von Barnhelm mit dem Rolf-Mares-Preis in der Kategorie Außergewöhnliche Leistung Darstellerin ausgezeichnet. Von 2010 bis 2015 war sie im Ensemble des Schauspielhaus Graz und seit der Spielzeit 2016/17 ist sie Ensemblemitglied am Volkstheater Wien.

## Filmographie
- 2008: Viersitzer
- 2009: Ein starkes Team – Die Schöne vom Beckenrand
- 2009: Jedem das Seine
- 2010: Klimawechsel
- 2011: Hindenburg
- 2023: Schwarzmoll

## Auszeichnungen
- 2009: Rolf-Mares-Preis in der Kategorie Beste schauspielerische Leistung für Minna von Barnhelm am Ernst Deutsch Theater Hamburg
- 2017: Nominierung für den Nestroypreis in der Kategorie Beste Schauspielerin für Celimene in Der Volksfeind am Volkstheater Wien
- 2019: Nestroy-Theaterpreises in der Kategorie Beste Nebenrolle für ihre Darstellung der Anna in Biedermann und die Brandstifter am Volkstheater Wien[2]